# جو هه جو
جو هه جو (کره‌ای: 조혜주؛ زادهٔ ۱۸ آوریل ۱۹۹۵) بازیگر و مدل اهل کره جنوبی است. او حرفه بازیگری خود را با فیلم سال ۲۰۱۷ به نام عروسی آغاز کرد. او بیشتر به خاطر ایفای نقش در سرچ: دابلیودابلیودابلیو (۲۰۱۹) شیطان من و هه‌ری عزیز  شناخته می‌شود.

## اوایل زندگی
جو هه جو زادهٔ ۱۸ آوریل ۱۹۹۵ در کره جنوبی است. او از دانشگاه چونگ آنگ فارغ‌التحصیل شده‌است.

## فیلم‌شناسی

### فیلم
| سال  | عنوان            | نقش             | توضیحات      | منابع       |
| ---- | ---------------- | --------------- | ------------ | ----------- |
| ۲۰۱۷ | عروسی            | عروس سونگ هون   | نقش اصلی     | [ ۷ ]       |
| ۲۰۱۹ | خانم‌های پلیس     | سو بین          | حضور افتخاری | [ ۸ ] [ ۹ ] |
| ۲۰۲۰ | مرد ایستاده بعدی | دانشجوی دانشگاه | حضور افتخاری | [ ۱۰ ]      |

### مجموعه تلویزیونی
| سال  | عنوان                         | نقش              | توضیحات                | منابع         |
| ---- | ----------------------------- | ---------------- | ---------------------- | ------------- |
| ۲۰۱۸ | فقط خیلی خسته شدم             | به یه سول        |                        | [ ۱۱ ] [ ۱۲ ] |
| ۲۰۱۸ | ای تین                        | فامیل دو ها نا   | حضور افتخاری قسمت ۱۶   |               |
| ۲۰۱۸ | فقط یه گاز                    | جون هی سوک       |                        | [ ۱۳ ] [ ۱۴ ] |
| ۲۰۱۹ | فقط یه گاز ۲                  | جون هی سوک       |                        | [ ۱۵ ] [ ۱۶ ] |
| ۲۰۱۹ | مسئله بزرگ                    | خانم دستیار مدیر | حضور افتخاری           | [ ۱۷ ]        |
| ۲۰۱۹ | پسر روان‌سنج                   | دانش آموز        | حضور افتخاری قسمت ۱–۳  | [ ۱۸ ] [ ۱۹ ] |
| ۲۰۱۹ | سرچ: دابلیودابلیودابلیو       | یون دونگ جو      |                        | [ ۲۰ ] [ ۲۱ ] |
| ۲۰۲۰ | مموریست                       | سونگ جو ران      | حضور افتخاری (قسمت ۱۶) | [ ۲۲ ] [ ۲۳ ] |
| ۲۰۲۰ | یک عشق بسیار زیبا             | کانگ ها یونگ     |                        | [ ۲۴ ] [ ۲۵ ] |
| ۲۰۲۲ | تولد دوباره در خانواده پولدار | جین یه جون       |                        | [ ۲۶ ]        |
| ۲۰۲۳ | مهمانسرای رمانتیک مخفی        | یون هونگ جو      |                        | [ ۲۷ ]        |
| ۲۰۲۳ | شیطان من                      | جین گا یونگ      |                        | [ ۲۸ ]        |
| ۲۰۲۴ | هه‌ری عزیز                     | بک هه یوک        |                        | [ ۲۹ ]        |